# Mimmo Esposito
Mimmo Esposito (Portici, 14 marzo 1968) è un attore e regista italiano, ha realizzato la sua prima opera cinematografica nel 2018 La fuitina sbagliata.

## Filmografia

### Attore

#### Cinema
- Polvere di Napoli, regia di Antonio Capuano (1998)
- Amore con la S maiuscola, regia di Paolo Costella (2002)
- Il resto di niente, regia di Antonietta De Lillo (2004)
- Basta un niente, regia di Ivan Polidoro (2006)
- Ci devo pensare, regia di Francesco Albanese (2015)
- Vita, cuore, battito, regia di Sergio Colabona (2016)

#### Televisione
- TeleGaribaldi (1998-99, 1999-00)  – programma TV, 2 stagioni
- Roma (Rome) – serie TV, episodio 2x07 (2007)
- R.I.S. Roma - Delitti imperfetti – serie TV, episodi 1x01 (2010)
- R.I.S. Roma 2 - Delitti imperfetti – serie TV, episodio 2x03 (2011)
- Gomorra - La serie – serie TV, episodi 1x01-1x02 (2014)
- Squadra antimafia - Palermo oggi – serie TV, episodio 6x01 (2014)
- Rocco Chinnici, regia di Michele Soavi – film TV (2018)
- Mina Settembre – serie TV (2021-in produzione)

### Regista
- La fuitina sbagliata (2018)